# Conferência Centro-Oeste da Liga BFA 2019 - Acesso
A Conferência Centro-Oeste foi uma das quatro conferências da Liga BFA 2019 - Acesso. A conferência teve quatro times no qual todos jogavam contra todos. Os dois melhores times classificavam-se à final de conferência. O campeão da conferência garantiu acesso à Liga BFA 2020 - Elite.

## Classificação da Temporada Regular
Classificados para os Playoffs estão marcados em verde.
| Pos | Times            | V | E | D | PCT   | PF  | PS  | SP  |
| --- | ---------------- | - | - | - | ----- | --- | --- | --- |
| 1   | Brasília V8      | 3 | 0 | 0 | 1.000 | 100 | 21  | 79  |
| 2   | Goiânia Saints   | 2 | 0 | 1 | .667  | 78  | 36  | 42  |
| 3   | Leões de Judá B  | 1 | 0 | 2 | .333  | 28  | 52  | -24 |
| 4   | Brasília Wizards | 0 | 0 | 3 | .000  | 22  | 119 | -97 |

### Resultados
Primeira Rodada
| 13 de julho 13:30 UTC -3 | Relatório | Goiânia Saints | 20–00 | Leões de Judá B |  | Estádio Olímpico, Goiânia-GO |  |

| 14 de julho 14:00 UTC -3 | Relatório | Brasília Wizards | 00–54 | Brasília V8 |  | Estádio Augustinho Lima, Sobradinho-DF |  |

Segunda Rodada
| 10 de agosto 09:00 UTC -3 | Relatório | Leões de Judá B | 14–20 | Brasília V8 |  | Estádio Abadião, Ceilândia-DF |  |

| 6 de outubro 17:00 UTC -3 | Relatório | Goiânia Saints | 51–10 | Brasília Wizards |  | Assesgo, Goiânia-GO |  |

Terceira Rodada
| 1 de setembro 10:00 UTC -3 | Relatório | Brasília V8 | 26–07 | Goiânia Saints |  | Estádio Augustinho Lima, Sobradinho-DF |  |

| 10 de novembro 09:00 UTC -3 |  | Leões de Judá B | 14–12 | Brasília Wizards |  | Estádio Chapadinha, Brazlândia-DF |  |

## Final
| 24 de novembro 10:00 UTC -3 | Relatório | Brasília V8 | 19–15 | Goiânia Saints |  | Estádio Augustinho Lima, Sobradinho-DF |  |

## Premiação
| Conferência Centro-Oeste da Liga BFA 2019 - Acesso |
| Distrito Federal (Brasil)                          |
| -------------------------------------------------- |
| Brasília V8 Campeão (1º título)                    |